# 제22회 골든 글로브상
제22회 골든 글로브상은 1964년 상영된 영화 중 가장 뛰어난 영화를 수상하기 위해 1965년 2월에 열린 시상식이다. 미국,엠버서더 호텔/코코넛 그로브에서 개최되었다.

## 수상 및 후보

### 세실 B. 데밀 상
- 제임스 스튜어트 수상

### 작품상-드라마
- 베킷 - 피터 글렌빌 수상
- 희랍인 조르바 - 마이클 카코야니스
- 초크 가든 - 로널드 님
- 디어 하트 - 델버트 맨
- 이구아나의 밤 - 존 휴스턴

### 여우주연상-드라마
- 펌프킨 이터 - 앤 밴크로프트 수상
- 바보들의 배 - 시몬 시그노레
- 서커스 인생 - 리타 헤이워스
- 릴리스 - 진 세버그
- 이구아나의 밤 - 에바 가드너

### 남우주연상-드라마
- 베킷 - 피터 오툴 수상
- 희랍인 조르바 - 앤서니 퀸
- 베킷 - 리처드 버튼
- 리오 콘초스 - 안소니 프란시오사
- 세븐 데이스 인 메이 - 프레드릭 마치

### 작품상-뮤지컬코미디
- 마이 페어 레이디 - 조지 큐커 수상
- 파더 구즈 - 랠프 넬슨
- 메리 포핀스 - 로버트 스티븐슨
- 몰리 브라운 - 찰스 월터스
- 월드 오브 헨리 오리언트 - 조지 로이 힐

### 여우주연상-뮤지컬코미디
- 메리 포핀스 - 줄리 앤드류스 수상
- 이태리식 결혼 - 소피아 로렌
- 마이 페어 레이디 - 오드리 헵번
- 토프카피 - 멜리나 메르쿠리
- 몰리 브라운 - 데비 레이놀즈

### 남우주연상-뮤지컬코미디
- 마이 페어 레이디 - 렉스 해리슨 수상
- 메리 포핀스 - 딕 반 다이크
- 이태리식 결혼 - 마르첼로 마스트로야니
- 핑크 팬더 - 피터 셀러스
- 토프카피 - 피터 유스티노브

### 여우조연상
- 허쉬...허쉬, 스윗 샤롯 - 아그네스 무어헤드 수상
- 희랍인 조르바 - 릴라 케도바
- 베스트 맨 - 앤 소던
- 카펫베거 - 엘리자베스 애슐리
- 이구아나의 밤 - 그레이슨 홀

### 남우조연상
- 세븐 데이스 인 메이 - 에드먼드 오브라이언 수상
- 베스트 맨 - 리 트레이시
- 샤이안 - 길버트 롤랜드
- 마이 페어 레이디 - 스탠리 할로웨이
- 이구아나의 밤 - 시릴 드르반티

### 외국어 영화상
- 이태리식 결혼 - 비토리오 데 시카 수상
- 살라 샤바티 - 엡레임 키숀 수상

### 감독상
- 마이 페어 레이디 - 조지 큐커 수상
- 희랍인 조르바 - 마이클 카코야니스
- 베킷 - 피터 글렌빌
- 이구아나의 밤 - 존 휴스턴
- 세븐 데이스 인 메이 - 존 프랑켄하이머

### 음악상
- 로마 제국의 멸망 - 디미트리 티옴킨 수상
- 희랍인 조르바 - 미키스 데오도라키스
- 베킷 - 로렌스 로젠덜
- 메리 포핀스 - Robert B. Sherman
- 세븐 데이스 인 메이 - 제리 골드스미스

### 주제가상
- 서커스 인생 - 디미트리 티옴킨 수상
- 디어 하트 - Henry Mancini
- 007 제2탄 - 위기일발 - 존 배리
- 뉴욕의 일요일 - Peter Nero
- 웨어 러브 해스 곤 - 지미 반 헤슨